# Ortenau Klinikum

Logo des Ortenau Klinikums

Das  Ortenau Klinikum ist ein regionaler Klinikverbund in Baden-Württemberg und verfügte über 1.707 Planbetten an den Klinikstandorten Achern, Ettenheim, Kehl, Lahr, Oberkirch, Offenburg Ebertplatz, Offenburg St. Josefsklinik und Wolfach.
Mit rund 5.300 Mitarbeitern versorgt das Ortenau Klinikum jährlich rund 79.000 Patienten stationär. Durchschnittlich werden pro Jahr in seinen Kreißsälen in Achern, Lahr, Oberkirch (Kreißsaal bis 2019) sowie am Standort Offenburg mit seinem Mutter-Kind-Zentrum und Perinatalzentrum Level 1 insgesamt mehr als 3.500 Babys geboren.
Träger ist der Ortenaukreis.

## Zentren

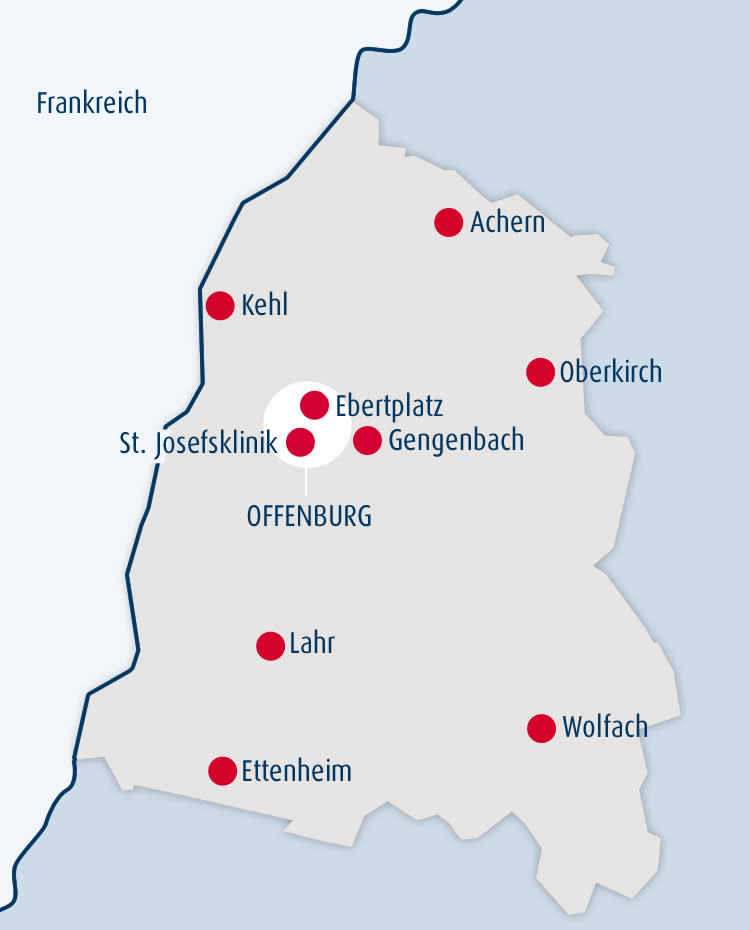
Das Ortenau Klinikum ist ein regionaler Klinikverbund mit 8 Standorten in Achern, Ettenheim, Kehl, Lahr, Oberkirch, Offenburg Ebertplatz, Offenburg St. Josefsklinik und Wolfach.

Das Klinikum verfügt über spezialisierte Zentren und Schwerpunkte, in denen Patienten in enger diagnostischer und therapeutischer Zusammenarbeit von mehreren medizinischen Fachbereichen interdisziplinär behandelt werden.
Zentren:
- Adipositaszentrum Offenburg
- Zentrum für Altersmedizin Offenburg
- Brustzentrum Lahr/Offenburg
- Darmzentrum Lahr/Offenburg
- Endoprothetikzentrum der Maximalversorgung Kehl
- Endoprothetikzentrum Lahr
- Gefäßzentrum Lahr
- Gefäßzentrum Nördliche Ortenau Achern/Offenburg
- Gynäkologisches Krebszentrum Offenburg
- Herzinfarktzentrum Lahr
- Mutter-Kind-Zentrum/Perinatalzentrum Level 1 Offenburg
- Onkologisches Zentrum Ortenau Offenburg/Lahr
- Pankreaskarzinomzentrum Lahr
- Pneumologisch-Thoraxchirurgisches Zentrum Offenburg
- Prostatakarzinomzentrum Offenburg
- Zentrum für Schlafmedizin Offenburg
- Überregionaler Schlaganfallschwerpunkt Lahr
- Regionaler Schlaganfallschwerpunkt Offenburg
- Regionales Schmerzzentrum Ettenheim
- Shuntzentrum Offenburg
- Regionales Traumazentrum Lahr
- Traumazentrum Offenburg

Weitere Schwerpunkte:
- Augenklinik Offenburg
- Endoprothetik Achern/Lahr

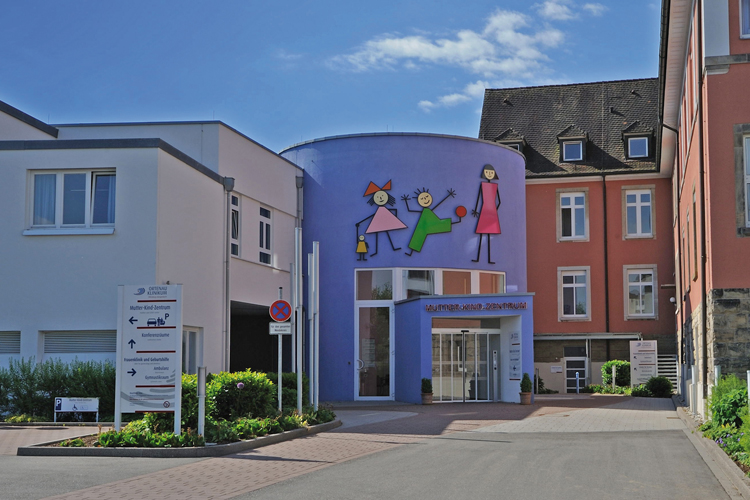
Die Kinderklinik Ortenau am Standort Offenburg Ebertplatz des Ortenau Klinikums

- Geriatrischer Schwerpunkt Offenburg
- HNO Lahr
- Institut für Pathologie Lahr
- Kinderheilkunde und Jugendmedizin Offenburg
- Plastische, Ästhetische und Rekonstruktive Chirurgie Offenburg
- Radio-Onkologie Offenburg
- Urologie und Kinderurologie Offenburg

Die Kinderklinik Ortenau ist die einzige Fachklinik für Kinder- und Jugendheilkunde im Ortenaukreis. Sie wurde wiederholt „Ausgezeichnet. Für Kinder“ und steht unter der Schirmherrschaft von Mauritia Mack, Europa-Park Rust.

## Medizinische Notfälle
In medizinischen Notfällen, wie etwa starker Atemnot, stark blutender Wunden, Bewusstlosigkeit oder Komplikationen in der Schwangerschaft, stehen Patienten die Notaufnahmen des Ortenau Klinikums zur Verfügung. In weniger kritischen Fällen können sich Betroffene an den Ärztlichen Bereitschaftsdienst unter der Telefonnummer 116 117 sowie an die Notfallpraxen an den Klinikstandorten des Ortenau Klinikums in Achern, Lahr, Offenburg Ebertplatz und Wolfach wenden.

## Agenda 2030

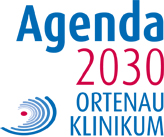
Logo der Agenda 2030, der Strategiedebatte zur langfristigen Zukunftssicherung des Ortenau Klinikums

Vor dem Hintergrund der vom Gesetzgeber verschärften Wirtschaftlichkeitszwänge und Qualitätsvorgaben für Krankenhäuser in Deutschland hat der Ortenaukreis mit seinen Gremien im Mai 2017 begonnen, Modelle zu entwickeln und zu diskutieren, die dem Klinikverbund eine Perspektive zur langfristigen Zukunftssicherung in bestehender Trägerschaft bieten.
Ziele der Strategiedebatte:
- Qualitativ hochwertige, flächendeckende Patientenversorgung und -sicherheit gewährleisten
- Qualifiziertes Personal gewinnen und binden
- Ausgewogene Wirtschaftlichkeit erreichen
- Fördermittel für Investitionen sichern

Im Rahmen der „Agenda 2030“ wurde das Ortenau Klinikum Gengenbach, mit zuletzt einer anästhesiologischen, internistischen und orthopädischen Abteilung, im Dezember 2018 geschlossen.
Bis zum Jahr 2030 sollen ebenfalls die Kliniken in Ettenheim, Kehl und Oberkirch geschlossen werden. An den vier verbleibenden Krankenhäusern sind entsprechende Baumaßnahmen geplant; in Offenburg und Achern sollen jeweils Klinikneubauten entstehen.

## Pflege und Betreuung

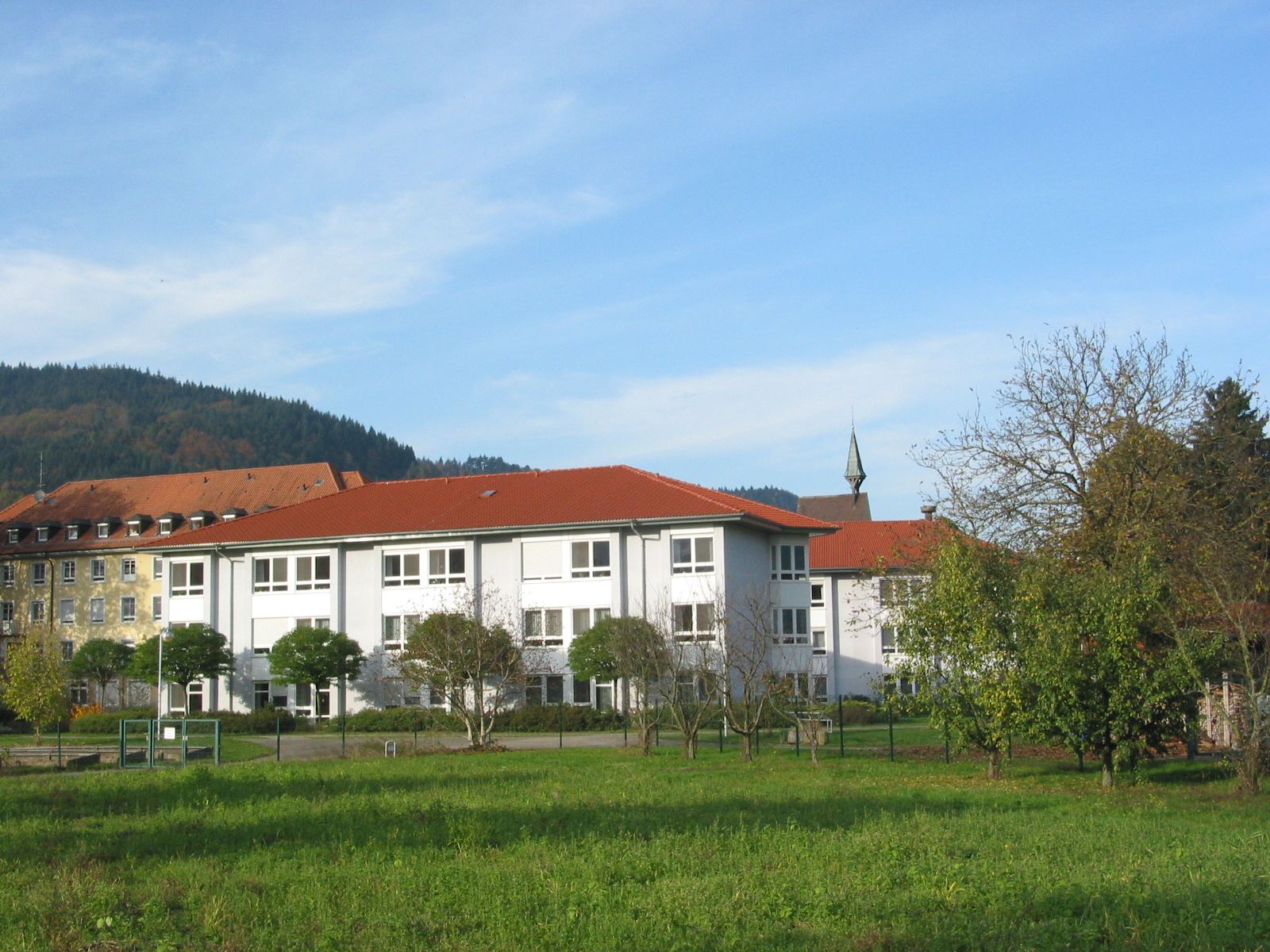
Das Pflege- und Betreuungsheim in Gengenbach-Fußbach gehört zum Ortenau Klinikum.

Im Pflege- und Betreuungsheim in Gengenbach-Fußbach sind über 300 pflegebedürftige, ältere, geistig behinderte, psychisch kranke und alkoholkranke Menschen untergebracht. Das Pflege- und Betreuungsheim Ortenau ist gemeinsam mit der Ökumenischen Sozialstation St. Marien und dem Pflegeheim am Nollen Träger des Gengenbacher Pflegenetzwerks e.V.

## Aus- und Weiterbildung
Die Akademie² für Pflege und Gesundheit in Trägerschaft Ortenau Klinikums und des Paul Gerhardt Werks (mit Schulen in Achern, Lahr und Offenburg) umfasst über 400 Ausbildungsplätze für Berufe im Gesundheitswesen. Die praktische Ausbildung erfolgt an allen Klinikstandorten des Ortenau Klinikums. Neben den Pflegeberufen sind am Ortenau Klinikum Ausbildungen in vielfältigen weiteren Bereichen möglich, z. B. Fachinformatiker, Medizinische Fachangestellte, PKA, PTA, Praktisches Jahr Apotheker, Anerkennung Erzieherin, Bürokaufmann/-frau, BA-Studium „Gesundheitswesen und soziale Einrichtungen“ an der Dualen Hochschule Mannheim sowie „Physician Assistant“ an der Dualen Hochschule Karlsruhe.
Das Ortenau Klinikum Lahr-Ettenheim und das Ortenau Klinikum Offenburg-Gengenbach sind Akademische Lehrkrankenhäuser der Universität Freiburg. Die Ausbildung von Medizinstudenten im Praktischen Jahr wird in diesen Lehrkrankenhäusern von Klinikärzten mit  Weiterbildungsermächtigungen durchgeführt. Nach Abschluss ihres Studiums können Ärzte ihre Facharztweiterbildung am Ortenau Klinikum absolvieren und verschiedene Schwerpunkt- oder Zusatzbezeichnung erlangen.